# Paolo Tumminelli
Paolo Tumminelli (geboren 1967 in Italien) ist Professor für Design Konzepte in Köln und gesellschaftlicher Geschäftsführer des Beratungsunternehmens für strategische Marken und Design goodbrands.
Er studierte Architektur und Design Direction in Mailand. Nach dem Studium arbeitete er als Designer im Centro Stile von Alfa Romeo. Im Anschluss war er Designdirektor von Momo Design. Er ist seit 1992 als Designkritiker tätig und schreibt unter anderem auch für das Handelsblatt.
1996 kam er nach Deutschland und wurde Leiter des strategischen Marketings bei Rosenthal, danach leitete er als Vizepräsident den Bereich Brand & Strategy für Europa von frog design bis 2002. 2002 gründete er Goodbrands. 2003 wurde er nach Lehraufträgen am  Londoner Central Saint Martins College of Art and Design
und der Hochschule für Kunst in Arnheim als Professor für Design Konzepte an die Köln International School of Design der TH Köln berufen. 2015 lehrte er an der Hochschule für Bildende Künste Braunschweig.